# Zuidelijk-centrale groep

Indeling van de Nederlandse dialecten volgens Jo Daan. De zuidelijk-centrale groep is hier oranje gekleurd. (Nrs. 20 t/m 23)

De zuidelijk-centrale groep is een subgroep van de Nederfrankische taalvariëteiten die is gedefinieerd door Georges De Schutter. Het is een groepering van een aantal zuidelijke dialecten van Jo Daan.
In het noordwesten is de hoofdbegrenzing de gij/jij-isoglosse. In het zuidoosten vormen de Uerdinger linie en de Getebundel de grens met de zuidoostelijke groep (het Limburgs).

## Indelingen
Indeling volgens Jo Daan:
- 20 Zuidgelders
- 21 Noord-Brabants en Noord-Limburgs
- 22 Brabants
- 23 Oost-Vlaams

Indeling volgens het Woordenboek van de Vlaamse Dialekten (WVD) en het Woordenboek van de Brabantse Dialecten (WBD):
- Kleverlands
- Zuid-Gelders Limburgs
- Brabants
- Oost-Vlaams

## Referentie
- (en) Georges de Schutter, 1994, - Dutch - In: E. König (ed), The Germanic languages, Routledge, London, p. 439-477, ISBN 978-0-415-05768-4
- Jo Daan en D. Blok, 1969, Van Randstad tot Landrand. Bijdragen en Mededelingen der Dialectcommissie van de KNAW XXXVI. Amsterdam: Noord-Hollandsche Uitgevers Maatschappij, 54 pagina's met kaart en grammofoonplaat.
- R. Belemans, J. Kruijsen, J. Van Keymeulen, 1998, Gebiedsindeling van de zuidelijk-Nederlandse dialecten, Taal en Tongval jg 50, 1 online